# Beni Ukil
Beni Ukil (en árabe: بني وكيل‎, en francés: Bni Oukil) es una localidad marroquí perteneciente al municipio de Driuch, en la región Oriental. Desde 1912 hasta 1956 perteneció a la zona norte del Protectorado español de Marruecos.